# Mariechen Wehselau
Mariechen Wehselau   (Honolulu, 15 de maig de 1906 - Honolulu, 12 de juliol de 1992) fou una nedadora nord-americana, guanyadora de dues medalles olímpiques.
Va participar, als 17 anys, en els Jocs Olímpics d'Estiu de 1924 realitzats a París (França), on va aconseguir guanyar la medalla d'or en la prova dels relleus 4x100 metres amb l'equip nord-americà al costat d'Euphrasia Donnelly, Gertrude Ederle, Ethel Lackie i Martha Norelius, establint així mateix un nou rècord del món amb un temps de 4:58.8 minuts. En aquests Jocs també guanyà la medalla de plata en la prova dels 100 metres lliures, quedant per darrere de la seva companya Ethel Lackie.
El 19 de juliol de 1924, en el transcurs dels Jocs Olímpics, aconseguí establir un nou rècord del món dels 100 metres lliures en la primera ronda de la competició (1:12.2 minuts), si bé en la final finalment fou segona. Aquest rècord fou vigent fins al 28 de gener de 1926 quan Ethel Lackie el deixà en 1:10.0 minuts.
El 1989 va ser inclosa a l'International Swimming Hall of Fame.